# Droit fiscal en France
Pour les autres articles nationaux ou selon les autres juridictions, voir Droit fiscal.
 (novembre 2008).
En France, le droit fiscal est la branche du droit public qui traite des autorisations légales accordées aux administrations publiques françaises, dont l'État, pour prélever des impôts, taxes, contributions et cotisations sociales sur les agents économiques français. Regroupés, l'ensemble de ces prélèvements forme l'imposition en France.

## Catégories concernées
Les prélèvements sont effectué sur une personne physique (particulier) ou morale (entreprise, administration, etc.).

## Définition du droit fiscal
Le droit fiscal régule les relations entre l’État et les contribuables, incluant les règles concernant les impôts, les taxes et les obligations fiscales.

### Le droit fiscal dans l'ordre juridique français

#### L'impôt
Les impôts sont des prestations pécuniaires mises à la charge des personnes physiques et morales en fonction de leurs capacités contributives et sans contrepartie déterminée en vue de la couverture des dépenses publiques et de la réalisation d'objectifs économiques et sociaux fixés par la puissance publique.

La nécessité de l'impôt est affirmée par l'article 13 de la Déclaration des droits de l'homme et du citoyen du 26 août 1789 :
Pour l’entretien de la force publique, et pour les dépenses d’administration, une contribution commune est indispensable.
L'article 14 de la Déclaration dispose que les citoyens ont le droit de constater, par eux-mêmes ou par leurs représentants, « la nécessité de la contribution publique, de la consentir librement, d'en suivre l'emploi et d'en déterminer la quotité, l'assiette, le recouvrement et la durée ».

### Les prélèvements fiscaux
Les prélèvements obligatoires comprennent :
- les impôts ;
- les redevances pour services rendus ;
- les droits de douane et
- les cotisations sociales[3].

#### Les impôts
La définition de l’impôt est actuellement donnée par l’article 4 de l’ordonnance du 2 janvier 1959, qui dispose que l’impôt est une ressource dont la perception doit être autorisée annuellement par le législateur.

#### Les taxes
La taxe est perçue en contrepartie d’un service public précis ou de l’utilisation d’un ouvrage public.

#### Les redevances
Les redevances sont des sommes payées par les utilisateurs d’un service public ou d’un ouvrage public, ressemblant à la taxe mais s’appliquant exclusivement aux bénéficiaires de ce service. Contrairement à l’impôt, la redevance est basée sur le principe d’utilisateur-payeur et est régie par les règles contentieuses de droit commun.

## Sources du droit fiscal français
Le droit fiscal est un droit d’origine législative, la Constitution du 4 octobre 1958 réservant au législateur le pouvoir d'édicter les règles relatives à la détermination, l'assiette et le recouvrement des impositions de toute nature.
La loi constitue donc la source première du droit fiscal, le pouvoir réglementaire ne pouvant intervenir que dans les domaines qui ne sont pas attribués au législateur par la Constitution, et sur renvoi exprès de la loi fiscale. Mais si elle est la source première du droit fiscal, la loi n’en constitue pas pour autant la source exclusive. En effet, d’autres normes peuvent être invoquées à l’occasion d’un litige entre l’administration fiscale et un contribuable ; tel sera ainsi le cas lorsque le contentieux portera sur la validité des règles dont l’administration entendra se prévaloir à l’encontre d’un contribuable. Pourront être invoquées la doctrine administrative, la jurisprudence, voire les conventions internationales.
Si le droit fiscal présente, au sein de l’ordre juridique français, un certain nombre d’originalités, celles de ses sources ne sont pas les moindres dans la mesure où le droit fiscal connaît deux catégories de sources, les sources d’édiction et les sources d’interprétation.

### Sources directes et sources indirectes
Encore appelées sources directes, les sources d’édiction de la règle de droit regroupent la source traditionnelle du droit, à savoir la loi. L’édiction de la règle fiscale est en effet réservée au législateur et au gouvernement, les juges ne pouvant se prononcer par voie de disposition générale ou réglementaire : ce principe, inscrit à l’article 5 du code civil français, réserve aux juges un pouvoir d’interprétation, qui s’exercera dans le cadre de l’application des règles de droit.
Également appelées sources médiates, les sources d’interprétation sont constituées par la jurisprudence et par la doctrine administrative.
La doctrine n’est pas, en droit fiscal, une source de droit mais les exégètes admettent qu’elle peut influencer le juge et le législateur ; en revanche, les instructions et circulaires de la Direction générale des Impôts, voire les réponses ministérielles, si elles ne peuvent participer de sources d’édiction, constituent en revanche une source d’interprétation du droit fiscal.

### La Constitution

#### Le principe de légalité de l'impôt
Il découle de deux articles :
- l'article 34 de la constitution de 1958 qui dispose que : « La loi fixe les règles relatives à l'assiette, au taux et aux modalités de recouvrement des impositions de toutes natures. »
- l'article 14 de la Déclaration des droits de l'homme et du citoyen de 1789 : « Tous les citoyens ont le droit de constater par eux-mêmes ou par leurs représentants la nécessité de la contribution publique, de la consentir librement, d'en suivre l'emploi et d'en déterminer la quotité, l'assiette, le recouvrement et la durée. »

Ce principe rend le Parlement seul compétent pour établir ou lever de nouveaux impôts; cette compétence exclusive du législateur s'entend non seulement de la création d'impôts, mais aussi des règles qui fixent leurs modalités: cette compétence exclusive est valable quel que soit le bénéficiaire de l'impôt.
Ainsi, bien que les collectivités locales puissent déterminer elles-mêmes les taux, cela n'atteint pas le principe, étant donné que les collectivités détiennent ce pouvoir par délégation de la part des législateurs et que cela est fait dans la limite du cadre imposé par le législateur. Le législateur peut en outre déléguer la prise de décision relative aux mesures nécessaires à l'application des lois fiscales. Le seul domaine pour lequel le parlement ne peut rien déléguer est la création de nouveaux impôts, qui est de sa seule compétence.

#### Le principe d'égalité devant l'impôt
Il découle de trois articles, dont deux de la DDHC :
- L'article 1er de la DDHC qui déclare que : Les hommes naissent et demeurent libres et égaux en droits. Les distinctions sociales ne peuvent être fondées que sur l'utilité commune.
- L'article 13 de la DDHC qui dit que : la contribution commune doit être également répartie entre les citoyens à raison de leurs facultés
- L'article 1er de la constitution de 1958 qui dit que : la France assure l'égalité devant la loi de tous les citoyens sans distinction d'origine, de race ou de religion.

Malgré tout, ce principe ne signifie d'aucune manière une uniformité de traitement. Sa vocation est plus d'interdire les discriminations injustifiées, selon des critères tels que la religion ou l'ethnie. Ce principe permet donc, a contrario, une discrimination en fonction des capacités contributives de chacun, des situations familiales, de profession, etc. Cela permet donc aussi les discriminations positives qui permettent à ceux qui ont un faible revenu de ne pas payer d'impôt sur le revenu par exemple.

#### Le principe de nécessité de l'impôt
Le Conseil constitutionnel la définit comme découlant de l'article 13 de la DDHC qui dit : pour l'entretien de la force publique, et pour les dépenses d'administration, une contribution commune est indispensable.
Ce principe a pour but en particulier de légitimer la levée de l'impôt mais aussi de justifier les droits exceptionnels (dérogeant au droit commun) donné au fisc pour lutter contre la fraude fiscale. Certains juristes jugeaient que cet article ne prévalait que pour les dépenses ayant trait au pouvoir régalien de l'État, mais le conseil constitutionnel a considéré qu'il fallait comprendre cet article dans un sens plus large, qui voulait que les impôts servent bien à financer les dépenses relatives à l'organisation collective, et qu'il soit nécessaire à celles-ci.

#### Le principe d'annualité de l'impôt
Ce principe ne découle pas d'un article le concernant dans la Constitution, mais vient renforcer le principe constitutionnel de légalité de l'impôt. Si les lois fiscales sont des lois permanentes, l'autorisation de lever l'impôt doit être votée annuellement par le Parlement (article 4 de l'ordonnance du 2 janvier 1959).
Notons que le principe d'annualité budgétaire de l'État est l'un des 4 grands principes des finances publiques. Le Budget de l'État doit en effet être voté chaque année par le Parlement.
Cependant ce principe ne concerne que la levée de l'impôt et non son existence. L'impôt doit donc pour être valablement levé, l'être après le vote du budget par le parlement. Si ce vote n'était pas positif, ce serait simplement la levée de l'impôt pour l'année en cours qui serait frappée d'irrégularité.
Il existe cependant des exceptions au principe d'annualité, par exemple lors de la formation ou la séparation d'un nouveau foyer fiscal (mariage / PACS / divorce).

### La loi
À la différence des lois civiles, dont certaines ont un caractère facultatif et ne sont que supplétives de la volonté des parties, les lois fiscales sont des lois impératives d’ordre public ; à l’instar des règles du droit pénal, les règles du droit fiscal doivent donc être interprétées restrictivement.
Il n’existe pas, en droit fiscal, de loi supplétive.
Ce caractère restrictif interdit par conséquent de raisonner d’un cas prévu à un cas imprévu, autant qu’il interdit d’étendre à une situation qui n’a pas été prévue une solution, doctrinale ou jurisprudentielle, dégagée pour une autre situation. Il implique donc que l’interprétation de la loi ne puisse être effectuée selon un principe d’analogie, réservant ainsi la spécificité des lois fiscales les unes par rapport aux autres autant que l’autonomie de chaque impôt par rapport aux autres impôts. Selon le Conseil d’État, dès lors que les dispositions législatives ne contiennent aucune réserve et ne présentent pas d’ambiguïté, il n’y a pas lieu de rechercher dans les travaux préparatoires de la loi les éléments nécessaires pour en éclairer le sens ; cette position ne formule cependant pas une interdiction totale d’interprétation de la loi fiscale par le juge : le juge administratif peut cependant se réserver la faculté d’interpréter à la lumière des travaux préparatoires une loi dont le texte littéral est clair.
Tous les textes de loi sont consultables sur  La loi fiscale est regroupée dans le Code Général des Impôts consultable sur le site précité.
La rubrique des « codes et textes consolidés »  a pour objet de mettre en ligne le texte intégral consolidé de la législation et de la réglementation nationale. Il est essentiellement constitué des :
- codes officiels, c'est-à-dire ceux qui ont fait l'objet d'un vote par le Parlement ou qui ont été codifiés par décret à la suite des travaux de la Commission supérieure de codification,
- des lois, décrets-lois, ordonnances, décrets et d'une sélection d'arrêtés.

Elle obéit au principe dit de « consolidation des textes » consistant, lorsqu'un article de code (ou partie d'un article) est modifié, à le réécrire en y intégrant la modification apportée.
Elle offre la possibilité de consulter un texte ou un code article par article, dans leur version en vigueur et également dans leurs versions antérieures ou à venir.
La Direction de l'information légale et administrative (DILA), qui réalise la base des textes consolidés LEGI, a pour objectif l'exhaustivité du fonds documentaire de législation - réglementation nationale, objectif non encore totalement atteint à ce jour.

### La doctrine
La doctrine administrative occupe une place particulière en droit fiscal, dans la mesure où elle ne jouit en principe d’aucune légitimité normative. L’Administration fiscale publie régulièrement des Instructions qui peuvent être envisagées de deux façons différentes :
- soit l’Administration se borne à donner son interprétation d’un texte, auquel cas la position développée par l’Administration aux termes de l’instruction ne constituera pour le juge qu’un élément d’information ;
- soit l’Administration entend fixer de véritables normes, auquel cas elle s’arroge un pouvoir réglementaire dont elle n’est pas constitutionnellement investie mais la norme en question pourra être validée si l’autorité qui l’a édictée était investie d’un pouvoir réglementaire. Pour être opposable aux contribuables il convient que la norme administrative ait été suffisamment publiée.

Bien qu'il ne s'agisse pas de doctrine mais d'une interprétation, la Direction Générale des Finances Publiques (DGFiP) publie le Bulletin Officiel des Finances Publiques-Impôts (BOFiP-Impôts). Le site regroupe, dans une base unique et consolidée, l'ensemble des commentaires de la législation fiscale.
Régulièrement actualisé, ce site conserve l'ensemble des versions de chacun des extraits du BOFiP-Impôts.
La doctrine applicable jusqu'au 11 septembre 2012 inclus peut être consultée à l'adresse suivante : http://archives-bofip.impots.gouv.fr
Les "Communiqués"  portent à votre connaissance des informations fiscales non doctrinales ou liées aux évolutions du site.

### La jurisprudence
Le juge trouvera d’autant plus matière à intervenir en droit fiscal que la loi établit un partage de compétence, dans le traitement du contentieux fiscal, entre les juridictions administratives et les juridictions judiciaires.
En droit fiscal, la jurisprudence a la même portée qu’en droit privé, sauf que l’Administration ne s’estime pas systématiquement liée par la jurisprudence. Ainsi, lorsqu’une décision aura été rendue dans un litige entre l’Administration et un contribuable, la solution jurisprudentielle ne s’appliquera pas systématiquement aux autres litiges de même nature survenant entre l’Administration et d’autres contribuables : si ceux-ci entendent se prévaloir de la première solution jurisprudentielle, ils devront invoquer cette solution dans leur litige personnel, jusqu’à ce que le juge leur donne satisfaction.
Plusieurs sources de jurisprudences selon le site Légifrance :
1. la jurisprudence du Conseil constitutionnel
2. la jurisprudence administrative
3. la jurisprudence financière
4. la jurisprudence judiciaire

#### La jurisprudence du Conseil constitutionnel
Le Conseil constitutionnel rend deux grands types de décision :
- Contrôle de constitutionnalité
Entendu au sens large, le contrôle de constitutionnalité comprend les décisions:
- de conformité à la Constitution de lois, traités ou des règlements des assemblées parlementaires (décisions DC, QPC, LP pour les lois du pays de la Nouvelle-Calédonie ou LOM pour les collectivités d'outre-mer régies par l'article 74 de la Constitution) ou de dispositions non encore adoptées par le Parlement (décisions FNR),
- de définition de la nature juridique de certains textes (décisions L).
- - Contentieux électoral et assimilé

Ce contentieux comprend le contrôle de la régularité des consultations nationales et lui sont assimilées les décisions réglant certaines situations de droit concernant les parlementaires. Cette jurisprudence ne concerne pas la fiscalité mais n'est citée là que pour mémoire.
Le Conseil constitutionnel rend également des avis lorsqu'il est consulté :
- par le Président de la République en application de l'article 16 de la Constitution. Seul est rendu public l'avis sur la réunion des conditions pour l'application des pouvoirs exceptionnels du président de la République. Cet avis participe du fonds documentaire.
- par le Gouvernement sur l'organisation des élections présidentielles et des référendums. Ces avis ne sont pas rendus publics.

#### La jurisprudence administrative
Elle comprend les décisions de justice, émanant du Conseil d’État, des cours administratives d’appel, de certains tribunaux administratifs, de la Cour de discipline budgétaire et financière et du Tribunal des conflits (haute juridiction distincte).
La jurisprudence financière
La jurisprudence des juridictions financières est constituée d'arrêts de la Cour des comptes et de jugements des chambres régionales ou territoriales.
La jurisprudence judiciaire
Elle comprend :
- les grands arrêts de la jurisprudence civile
- les décisions de la Cour de cassation :l’actualité de la jurisprudence de la Cour de cassation est consultable sur le site Internet de la Cour[8]
- les décisions des cours d'appel et des juridictions de premier degré
- les décisions du Tribunal des conflits

### Les conventions internationales
Les conventions fiscales internationales sont des traités internationaux dont l’objet est purement fiscal ; ces conventions doivent donc être distinguées des autres accords internationaux comportant des dispositions fiscales (tels par exemple les accords de coopération, les conventions consulaires).
Les conventions fiscales les plus importantes sont celles dont l’objet est général, c’est-à-dire celles qui règlent les relations entre deux États pour tout ce qui concerne les impôts sur le revenu, les droits de succession, de donation et de timbre. Elles ne traitent cependant ni des taxes sur le chiffre d’affaires, ni des droits indirects car l’application est normalement limitée au seul territoire national, ce qui exclut, en pratique tout phénomène de toute imposition internationale.
Les conventions fiscales internationales se voient en général assigner un triple objectif :
1. élimination des doubles impositions : l’objet essentiel des conventions fiscales internationales est l’élimination de la double imposition entre les deux États contractants que l’on distingue traditionnellement comme étant, l’un celui de la source et l’autre celui de la résidence. Cette élimination se fait soit par la méthode de l’imputation (le bien ou le revenu est initialement imposé dans les deux États mais la double imposition est effectivement évitée par une imputation de l’impôt acquitté à l’étranger sur l’impôt dû en France) soit par la méthode de l’exonération (les revenus perçus à l’étranger sont exonérés d’impôt en France) ;
2. Lutte contre la fraude : les conventions établissent les bases d’une coopération entre les États afin de lutter contre l’évasion et la fraude fiscale internationale, rendues d’autant plus faciles et attractives par l’existence de « paradis fiscaux ». Pour cela, elles prévoient, en général, un échange de renseignements et, éventuellement, une assistance au recouvrement. Elles fixent également le cadre dans lequel les États vont coopérer pour assurer une correcte application de la convention, pour en interpréter les dispositions obscures ou imprécises et, en définitive, pour assurer une correcte assiette de l’impôt ;
3. Protection des contribuables : les conventions protègent les contribuables en fixant le régime fiscal applicable à une transaction, à une opération ou à un investissement déterminés. Elles permettent aux contribuables de connaître à l’avance le régime fiscal, et donc les conséquences financières de leurs activités. En outre, elles contiennent normalement une clause de non-discrimination qui vise à protéger les nationaux français, ainsi que les entreprises contrôlées par les nationaux français, contre les discriminations de nature fiscale qu’ils pourraient subir dans l’autre État du fait de leur nationalité.

### Directives fiscales communautaires
L'Union européenne (UE) s'est donné un objectif d'harmonisation fiscale au sein des pays membres, ce qui fait que les directives fiscales sont de plus en plus nombreuses. Celles-ci s'imposent au droit national même si les États ont la faculté de les retranscrire à leur manière dans leur droit. Par ailleurs, le Conseil d'État a décidé que le législateur ne pouvait laisser subsister dans le droit national des dispositions contraires à celles des directives européennes, et que l'État pourrait être tenu de réparer les torts causés si de telles dispositions restaient en place.

## Autonomie du droit fiscal français
Chaque branche spécialisée du droit tend à s'organiser d'une manière originale, à élaborer autour d'un fonds commun constitué de quelques principes fondamentaux ses règles et ses principes particuliers. Lorsqu'une discipline est ainsi régie par ses règles propres, on dit qu'elle est autonome. La portée de cette autonomie se mesure au fait qu'une situation juridique peut être réglée, au regard d'une discipline autonome, autrement qu'au regard de toute autre discipline, même au regard du droit commun : à un problème posé, la discipline autonome apportera des règles qui lui sont spécifiques et qu'aucune autre matière n'est en mesure d'apporter, et ainsi le droit commun ne s'appliquera que dans la mesure où le juge a estimé que ses règles sont valables au regard de la branche juridique autonome.
Si certains glossateurs ont tenté de refuser l’autonomie du droit fiscal, au motif que celui-ci resterait soumis aux règles du droit commun, et en particulier aux règles du droit privé, force est de constater que le droit fiscal non seulement vise à procurer à l’État les ressources nécessaires à son activité mais encore ne comporte aucune règle supplétive : sa place doit donc être recherchée au sein du droit public, plutôt que sous l’autorité du droit privé.

### Étendue de l'autonomie du droit fiscal
La question de l’autonomie du droit fiscal a été, pendant plus d’un siècle, la pomme de la discorde entre les auteurs, juristes et fiscalistes s’affrontant par le biais des clans « autonomistes » et « publicistes » ; en fait, c‘est cette controverse doctrinale qui a porté l‘autonomie du droit fiscal sur les fonts baptismaux.
À l’heure actuelle, les débats sont clos ou, tout au moins, mériteraient de l’être puisque si le droit fiscal a acquis ses galons de discipline autonome, c’est fondamentalement par l'intervention du juge ; En fait, il serait exact de dire que l'affirmation du principe de l'autonomie du droit fiscal est d’origine principalement jurisprudentielle. Cependant, force est de constater que le juge fiscal a été relayé dans sa tâche par le droit fiscal lui-même, celui-ci ayant développé une certaine réalité pratique de son autonomie.

#### Affirmation de l'autonomie du droit fiscal
En pratique, le droit fiscal a affirmé son autonomie face aux règles du droit comptable mais aussi face aux autres branches du droit, et en particulier face au droit commercial et au droit civil, ce qui n’en accrédite pas moins la thèse d’une impossibilité d’assimiler les conceptions du droit fiscal avec celles du droit privé, comme les « privatistes » et « anti-autonomistes » le soutiennent.
Face au droit du commerce et des affaires, le droit fiscal présente des particularismes dans bien des domaines qui ont cependant tous un point commun, celui de leur domaine qui est l’entreprise :
- le cheval de bataille des autonomistes réside dans la question de la personnalité de l’entreprise individuelle : sa personnalité fiscale est déduite, par la doctrine, de la reconnaissance par le droit fiscal de la dualité du patrimoine de l’exploitant ;
- d’autres domaines caractérisent l’antinomie entre le droit fiscal et le droit commercial : la personnalité morale des sociétés, la notion de bénéfices ; mais ces antinomies, si elles peuvent caractériser l’autonomie du droit fiscal par rapport au droit commercial, sont beaucoup moins prononcées que celles qui séparent la fiscalité de la comptabilité.

Nombreux sont cependant les points qui peuvent alimenter le débat sur l’autonomie du droit fiscal : les relations entre le droit fiscal et le droit des sociétés et, en particulier, la question de la personnalité fiscale des sociétés commerciales.

#### Relativisation de l'autonomie du droit fiscal
L’acceptation de l’autonomie ne doit pas conduire à un respect aveugle et excessif des principes du droit fiscal : si l’autonomie implique que le droit fiscal développe une appréhension personnelle des concepts juridiques qui lui sont soumis, elle ne sous-entend pas pour autant le rejet systématique des principes d’interprétation de ces mêmes concepts juridiques issus d’autres branches du droit. Elle a pour corollaire la liberté de définition de son choix, et cette liberté consiste évidemment à élaborer ses propres principes, mais elle n’exclut pas, non plus, la possibilité d’adopter les facteurs d’interprétation que fournit telle ou telle branche du droit.
La relativisation de l’autonomie du droit fiscal a pu résulter tout d’abord de l’arbitrage apporté par le juge fiscal au conflit entre les règles du droit fiscal et celles du droit commun ; mais elle a pu aussi, se passant de l’intervention judiciaire, trouver un fondement dans les rapports entre le droit fiscal et le droit privé.
Rôle du juge. Le juge restreint en effet la sphère d’influence du droit fiscal, autant que le champ d’application de la loi fiscale, afin de « protéger », en quelque sorte, les notions du droit privé. Cette attitude régulatrice du juge fiscal se rencontrera dans deux hypothèses :
1. dans un premier cas, la disposition fiscale litigieuse contient un élément dérogatoire par rapport aux règles comptables de droit privé ; dans cette hypothèse, le juge décidera d’interpréter strictement cette dérogation car il la considère comme une exception à une norme générale – fût-elle non fiscale – et aussi parce que sa grande précision la rend susceptible d’extension. La loi fiscale est alors rigoureusement circonscrite à la sphère qui lui a été expressément assignée par le législateur : le juge ne fait pas appel au droit privé pour le substituer au droit fiscal mais il procède par restriction, en limitant le champ d’application du droit fiscal, de façon à laisser le champ libre à l’interprétation dégagée par le droit privé ;

1. dans un second cas, le juge va estimer que la disposition fiscale ne constitue qu’un rouage parmi d’autres d’un mécanisme global, relevant du droit civil celui-là, et qu’elle doit se combiner avec d’autres pièces constitutives.

L’autonomie du droit fiscal apparaît de ce fait comme limitée par le recours du juge à des concepts ou des éléments d’information non fiscaux. Il n’en demeure pas moins que l’autonomie n’est pas une fin en soi, son intérêt essentiel ne résulte pas de la multiplication des particularismes, mais de ce qu’elle permet l’existence et l’expression des composantes spécifiques du droit fiscal.

### Conséquence de l'autonomie du droit fiscal
L’application de l’autonomie du droit fiscal porte un nom, ou plutôt se matérialise sous la forme d’un autre principe, celui du réalisme du droit fiscal. Le principe du réalisme du droit fiscal est généralement présenté comme l’équivalent de l’autonomie ; en réalité, si les deux notions sont bien liées entre elles, elles sont dépourvues d’équivalence. En effet, l’autonomie signifie que le droit fiscal ne dépend pas des autres branches du système juridique français pour déterminer ses propres concepts ; quant au réalisme, il apparaît comme la conséquence immédiate de cette autonomie : le réalisme est à la fois la démonstration et la conséquence de l’autonomie du droit fiscal.
Le réalisme est donc une des composantes de l’autonomie du droit fiscal, la condition sine qua non de l’existence du principe d’autonomie du droit fiscal. Si le réalisme n’est pas un principe distinct de celui de l’autonomie, on pourrait se demander s’il existe en lui-même, comme découlant de l’autonomie.

#### Concept de réalisme du droit fiscal
L’autonomie du droit fiscal lui confère la faculté de ne pas prendre en considération les qualifications et implications portées par les autres branches du droit sur les situations qui, par définition, sont concrètes avant d’être juridiques. Fort de cette liberté de qualification, le droit fiscal appréhendera la réalité des choses sous un angle spécifiquement fiscal.
En réalité, le réalisme ne revêt pas les aspects d’un principe à part entière, il n’apparaît que comme une simple caractéristique de l’autonomie du droit fiscal : le droit fiscal adopte une logique interne, propre à sa philosophie personnelle, et c’est cette logique que l’on doit qualifier de réaliste.

#### Objet du réalisme
L’objectif poursuivi par ce principe est d’appréhender le fait, voire de le reconstituer en le dépouillant de la façade juridique derrière laquelle il est dissimulé.
Il en résulte que l’intérêt fiscal de l’État prévaut sur des situations juridiques régies par le droit privé ou même le droit administratif”, la notion d’intérêt fiscal de l’État s’entendant dans un sens politique très général. Le réalisme participe donc d’une méthode d’appréhension, qui se traduit par un abondant recours aux faits, ceux-ci étant privilégiés, par rapport à une autre norme – fût-elle de droit commun – et par rapport aux qualifications données à leurs activités par les sujets de droit. La recherche du fait va cependant s’exercer dans un cadre doté de limites infranchissables, celles-ci ayant pour noms « liberté d’entreprendre », « liberté de gestion », « libre choix du cocontractant » et seuls les abus seront réprimés. La marge d’appréciation du juge est donc étroite et c’est sur la base de l’instruction – destinée à analyser les faits et à reconstituer la démarche du contribuable – que le juge fiscal décidera de confirmer ou d’infirmer la qualification des faits retenue par les parties.
Le réalisme du droit fiscal n’a pour fonction que celle d’assurer le respect de l’égalité de tous devant l’impôt, en permettant une lutte efficace contre la fraude organisé avec des moyens juridiques. Si l’œuvre du juge est fondamentale dans ce domaine, le législateur est venu appuyer son action par l’adoption de dispositions ponctuelles d’essence réaliste.
Pour le juge fiscal, le réalisme du droit fiscal emporte trois séries d’implications pour sa démarche interprétative. Force est cependant de reconnaître que ces trois implications participent toutes d’un même fondement : la lutte contre la fraude, la lutte contre « l’illusion juridique » créée par le contribuable afin de se soustraire à l’impôt.